# Vid Belec
Vid Belec (Maribor, Joegoslavië, 6 juni 1990) is een Sloveens betaald voetballer die dienstdoet als keeper. Belec debuteerde in 2014 in het Sloveens voetbalelftal.

## Clubcarrière
Belec was zestien jaar toen hij de jeugd van NK Maribor verruilde voor die van Internazionale. Hier speelde hij nog 3,5 jaar in de jeugd, in eerste instantie als tweede keeper, maar later kreeg als basisspeler. Hij won verschillende prijzen met het jeugdteam. Hij verruilde Carpi FC 1909 in juli 2017 voor Benevento. In 2018 werd hij verhuurd aan UC Sampdoria en die club nam hem over. In het seizoen 2019/20 speelt hij op huurbasis voor APOEL FC.

## Interlandcarrière
Belec maakte op 7 juni 2014 zijn debuut in het Sloveens voetbalelftal, in een met 2–0 verloren wedstrijd tegen Argentinië, net als Ivan Firer. Hij werd op 7 juni 2024 door bondscoach Matjaž Kek opgenomen in de Sloveense selectie voor het EK 2024 in Duitsland. Slovenië speelde in de groepsfase gelijk tegen Denemarken, Servië en Engeland, waarna het in de achtste finales na strafschoppen werd uitgeschakeld door Portugal. Belec kwam niet in actie.
1 Oblak  ·
2 Karničnik ·
3 Balkovec ·
4 Blažič ·
5 Stanković ·
6 Bijol ·
7 Verbič ·
8 Lovrić ·
9 Šporar ·
10 Elšnik ·
11 Šeško ·
12 Belec ·
13 Janža ·
14 Kurtić ·
15 Horvat ·
16 Vekić ·
17 Mlakar ·
18 Vipotnik ·
19 Celar ·
20 Stojanović ·
21 Drkušić ·
22 Gnezda Čerin ·
23 Brekalo ·
24 Žugelj ·
25 Zeljković ·
26 Iličić ·
Coach: Kek